# メル・ゲイナー
メル・ジョージ・ゲイナー（Mel George Gaynor、1959年5月29日 - ）は、イギリスのミュージシャン、ドラマー。ロックバンド、シンプル・マインズのドラマーとして最もよく知られる。

## 人物
1959年のロンドンにて、ジャマイカ人の父とアフリカ系ブラジル人の母の間に生まれる。11歳からドラムを叩き始め、14歳でプロドラマーとしての契約を結んだ。1979年、サムソンにゲストドラマーとして参加。1982年にシンプル・マインズのセッションドラマーとしてアルバム『黄金伝説』のレコーディングに参加し、その後のツアーで正式なメンバーとしてバンドに加入する。途中でバンドを2度離れるが、現在もバンドのドラマーとしてリズムを支えている。
シンプル・マインズの他にも、The Fusion ProjectというデュオやMusclesといったバンドを組み活動した。他にもエルトン・ジョン、ルー・リード、ティナ・ターナー、ピーター・ガブリエル、ミート・ローフ、ゲイリー・ムーア、ブライアン・メイ、ジャクソン・ブラウン、アソシエイツなど様々なアーティストのバックで演奏した。